# Veronica Sjöstrand
Veronica Christina Sjöstrand, tidigare von Schenck, född 4 januari 1971, är en svensk författare och hedersledamot i Svenska Deckarakademin.

## Författarskap
Veronica Sjöstrand debuterade med romanen Änglalik 2008 utgiven av Ordfront Förlag, den första boken i serien om gärningsmannaprofileraren Althea Molin. Året efter kom uppföljaren Kretsen. I oktober 2019 släpptes del tre (Ensamvarg), i november 2019 släpptes del fyra (Arvsynd), och i september 2020 släpptes del fem (Vredesmod) i samma serie utgivna som ljud- och E-bok av Word Audio Publishing.
Den 21 december 2021 gavs Den svarta dolken, den första boken i en ny romanserie om auktionshuset Rodin, ut på Bonnier-förlaget Romanus & Selling. Del två i serien, Den gråtande violinisten, gavs ut den 28 juni 2022, del tre i serien, Den blodiga tiaran, gavs ut den 5 december 2023, och del fyra i serien, Den gyllene hämnden, ges ut den 18 december 2024. 
Sjöstrand har också skrivit tre ungdomsböcker om Sub Rosa-detektiverna utgivna av Bladh by Bladh: Den siste tsarens hemlighet (2012), Kapten Fiennes skatt (2012) och Det Japanska husets förbannelse (2013).
Veronica Sjöstrand är gift med Stefan Kim. Hon är bosatt i Stockholm.

### Romaner
- Ängalik, Ordfront Förlag, 2008. ISBN 9789174418972

- Kretsen, Ordfront Förlag, 2009. ISBN 9789186603441
- Den siste tsarens hemlighet, Bladh by Bladh, 2012. ISBN 9789186603342
- Kapten Fiennes skatt, Bladh by Bladh, 2012. ISBN 9789186603441
- Det Japanska husets förbannelse, Bladh by Bladh, 2013. ISBN 9789187371110
- Ensamvarg, Word Audio Publishing, 2019. ISBN 9789178294497
- Arvsynd, Word Audio Publishing, 2019. ISBN 9789178294473
- Vredesmod, Word Audio Publishing, 2020. ISBN 9789178299645 (Ljudbok); ISBN 9789178299652 (E-bok)
- Den svarta dolken, Romanus&Selling, 2021. ISBN 9789189051621; ISBN 9789189051638 (E-bok)
- Den gråtande violinisten, Romanus&Selling, 2022. ISBN 9789189051645; ISBN 9789189051652 (E-bok)
- Den blodiga tiaran, Romanus&Selling, 2023. ISBN 9789189501607; ISBN 9789189501614 (E-bok)
- Den gyllene hämnden, Romanus&Selling, 2024. ISBN 9789189501621; ISBN 9789189501638 (E-bok)

### Noveller
- Maitreya i A Darker Shade of Sweden[6] av John-Henri Holmberg (redaktör), Mysterious Press/GroveAtlantic, 2014. ISBN 9780802122438